# Anciens magasins Wolfers frères
Pour les articles homonymes, voir Wolfers.
Le siège des anciens magasins Wolfers frères est un bâtiment Art nouveau édifié entre 1909 et 1912 par l'architecte Victor Horta aux numéros 11-13 de la rue d'Arenberg, dans le centre de Bruxelles, pour le compte de l'orfèvre Philippe Wolfers.

## Historique

### Wolfers frères
La maison Wolfers débute ses activités en 1850, lorsque le joallier d'origine allemande Louis Wolfers, fonde un petit atelier à Bruxelles, spécialisé dans les ouvrages de style rococo. Louis associe petit à petit ses trois fils à l'entreprise, notamment grâce aux dotes qu'ils recevoient pour leurs mariages. Philippe Wolfers rejoint l'affaire familiale en 1885, la joallerie se renommant alors Louis Wolfers père et fils. Les deux autres fils, Max et Robert, rejoignent l'entreprise en 1890, et leur cousin Albert en 1897.
En 1886, quelque temps après l'arrivée de Philippe, le magasin étend ses activités et ouvre une boutique dans les prestigieuses galeries royales Saint-Hubert. Le style de la maison a évolué avec son temps, et Wolfers travaille de plus en plus avec de futurs grands noms de l'Art Nouveau. Louis décède en 1892. La société devient Wolfers frères, et les quatre associés se partagent les tâches : Philippe met ses talents d'orfèvre au service du magasin en étant son directeur artistique, Max gère les contacts commerciaux, Robert s'occupe de la machinerie, et Albert des finances. 

### Nouveaux bâtiments
En 1890, après l'arrivée de Max, le magasin déménage au coin de la rue Loxum et de la rue de la Montagne, près de la cathédrale Saints-Michel-et-Gudule. Mais le projet ferroviaire de la jonction Nord-Midi exproprie les bâtiments se trouvant à proximité de la cathédrale pour les détruire, dont l'immeuble des Wolfers. 
L'entreprise achète alors un terrain non loin de son ancien emplacement, rue d'Arenberg. La renommée mondiale de Wolfers frères permet au magasin de s'offrir les services de l'architecte belge le plus en vue du moment, Victor Horta, qui reçoit la commande de Philippe Wolfers en 1909.  Le 4 novembre 1912, le nouveau magasin Wolfers est inauguré dans ses nouveaux quartiers. Il devient vite un lieu incontournable pour la bourgeoisie bruxelloise, qui vient y acheter joaillerie, argenterie et objets de décoration. 
Le bâtiment comprend alors non seulement la joaillerie mais également des ateliers d'orfèvrerie, une usine, des bureaux ainsi que l'appartement du directeur.
L'entreprise survit à l'occupation allemande durant la Première Guerre mondiale, même si le magasin est un temps transformé en hôpital de fortune. Philippe Wolfers comprend que l'Art Nouveau est arrivé à bout de souffle. L'entreprise s'engage alors dans la production d'objets d'un autre style : l'Art déco.

### Fermeture du magasin Wolfers
Après la Seconde Guerre mondiale, le modèle de société évolue, et la démocratisation du commerce entraine un manque d'intérêt pour les objets de luxe. L'entreprise voit sa clientèle se raréfier. La mode de l'argenterie est passée, et Wolfers frères réoriente ses activités en ne produisant plus que de la joaillerie. En 1958, le savoir-faire de l'entreprise Wolfers brille encore une fois lors de l'Exposition universelle de Bruxelles, avec la confection d'un service spécialement créé pour l'événement dans les ateliers de la rue d'Arenberg.
En 1973, la firme Wolfers frères quitte le bâtiment, laissant la place à la Kredietbank, future KBC. La finalisation de la jonction-nord midi a vidé le quartier de la cathédrale de ses habitants et de ses commerces, et la société déménage sur l'avenue Louise, nouvel eldorado pour les boutiques de luxe. En 1975, l'entreprise est vendue à la maison française Chaumet. 

### Wolfers au musée
Le mobilier en acajou du magasin de la rue d'Arenberg, également dessiné par Horta bien que non signé et exécuté en 1912 par la Firme Sage de Londres, est démonté et offert aux Musées royaux d'Art et d'Histoire en 1977,.
Le bâtiment fait l'objet d'un classement au titre des monuments historiques depuis le 1er octobre 1981.
En 2017, les vitrines de l'ancien magasin Wolfers sont installées dans l'une des salle du Musée Art et Histoire de Bruxelles. Les dimensions de la salle sont presque identiques à celles de la boutique. Le magasin Wolfers renoue avec le public, présentant des chefs-d'œuvre de joaillerie, de verrerie et de poterie Art Nouveau et Art déco, dont certaines pièces uniques signées Wolfers acquises par la Fondation Roi Baudouin. En 2025, la salle du magasin Wolfers est remaniée pour accueillir les collections Art Nouveau et Art déco étrangères, les pièces belges étant intégrées au nouveau parcours sur les arts décoratifs du 20e siècle,. 

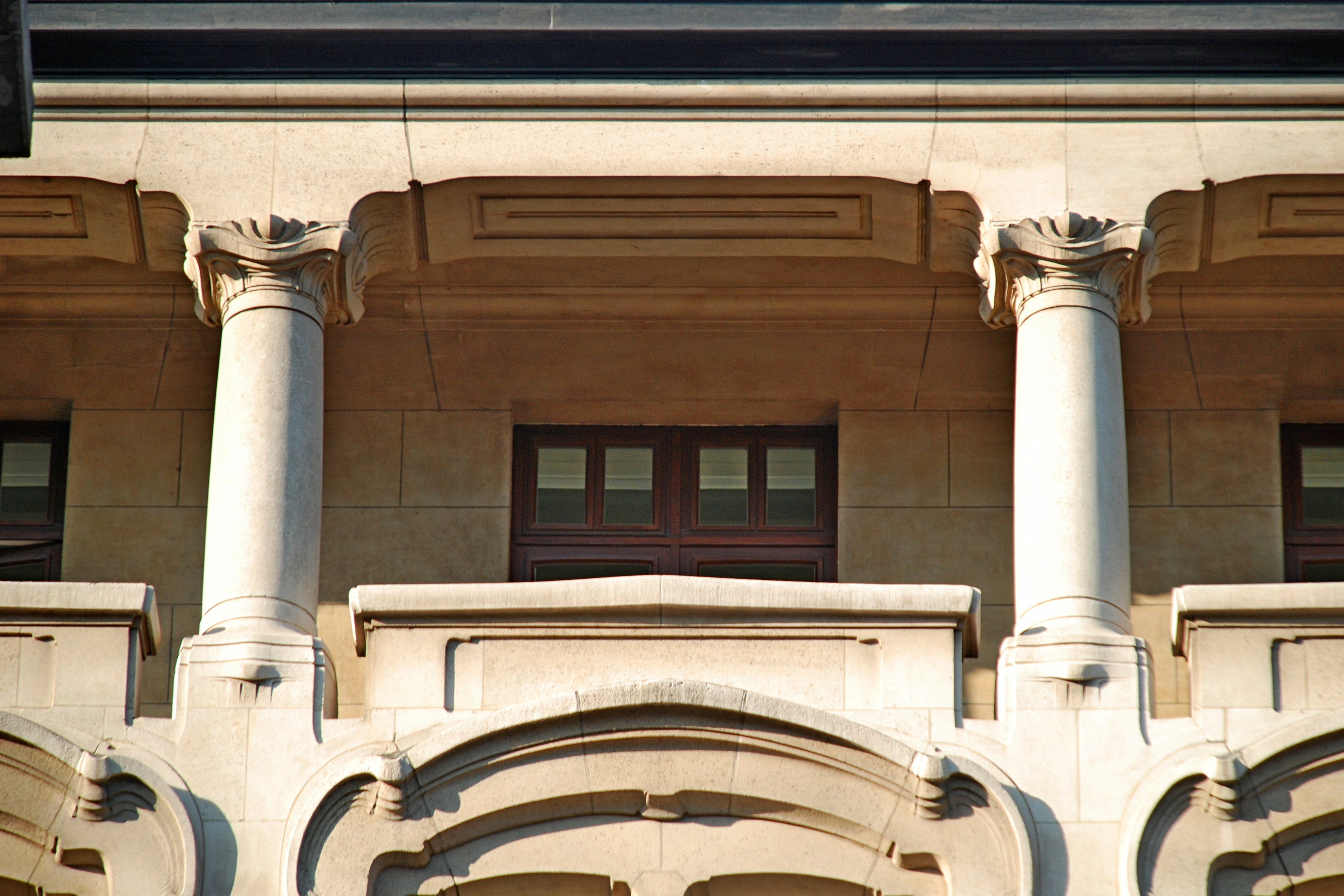
Détail de l'attique.

## Architecture
L'immeuble d'Horta épouse les caractérisitques architecturales "Modern Style" ou Art Nouveau tant dans sa façade que dans son organisation, même si Horta prend quelques libertés avec son propre style habituel (pas de structures métalliques apparentes, contrairement à son habitude).
La façade haute de 23 mètres domine les autres bâtiments de la rue, et monte sur cinq niveaux qui comprennent le rez-de-chaussée commercial, mais aussi les ateliers, les bureaux et l'appartement du directeur. Elle est en pierre blanche, sauf le rez-de-chaussée et l'entresol qui sont recouverts de granit de Suède. Le quatrième étage est composé d'une colonnade de sept travées qui repousse la facade de quelques mètres en arrière. Sur la gauche de la façade, Horta casse la symétrie en installant un bow-window qui monte sur trois niveaux. Les fenêtres du troisième niveau sont munies d'une grille en fer forgé ornées d'un monogramme de l'entrerpise en forme de W. 
Les vitrines extérieures sont de différentes hauteurs, pour combler la pente de la rue. La porte d’entrée à double battant, dont le tympan cintré et mouluré s'étendant tout le long de la façade portait auparavant l’enseigne Wolfers Frères, est munie d'une grille en fer forgé aux motifs en "coup de fouet", l'une des marques de fabrique d'Horta. 

Le plan du bâtiment est organisé de part et d’autre de deux cours intérieures, selon le souhait de Philippe Wolfers qui y voyait une nécéssité pratique pour faire communiquer les ateliers et la boutique dans déranger la clientèle. L'intérieur comprend encore un escalier monumental éclairé par une verrière, qui mène vers un salon autrefois destiné à la clientèle la plus importante.

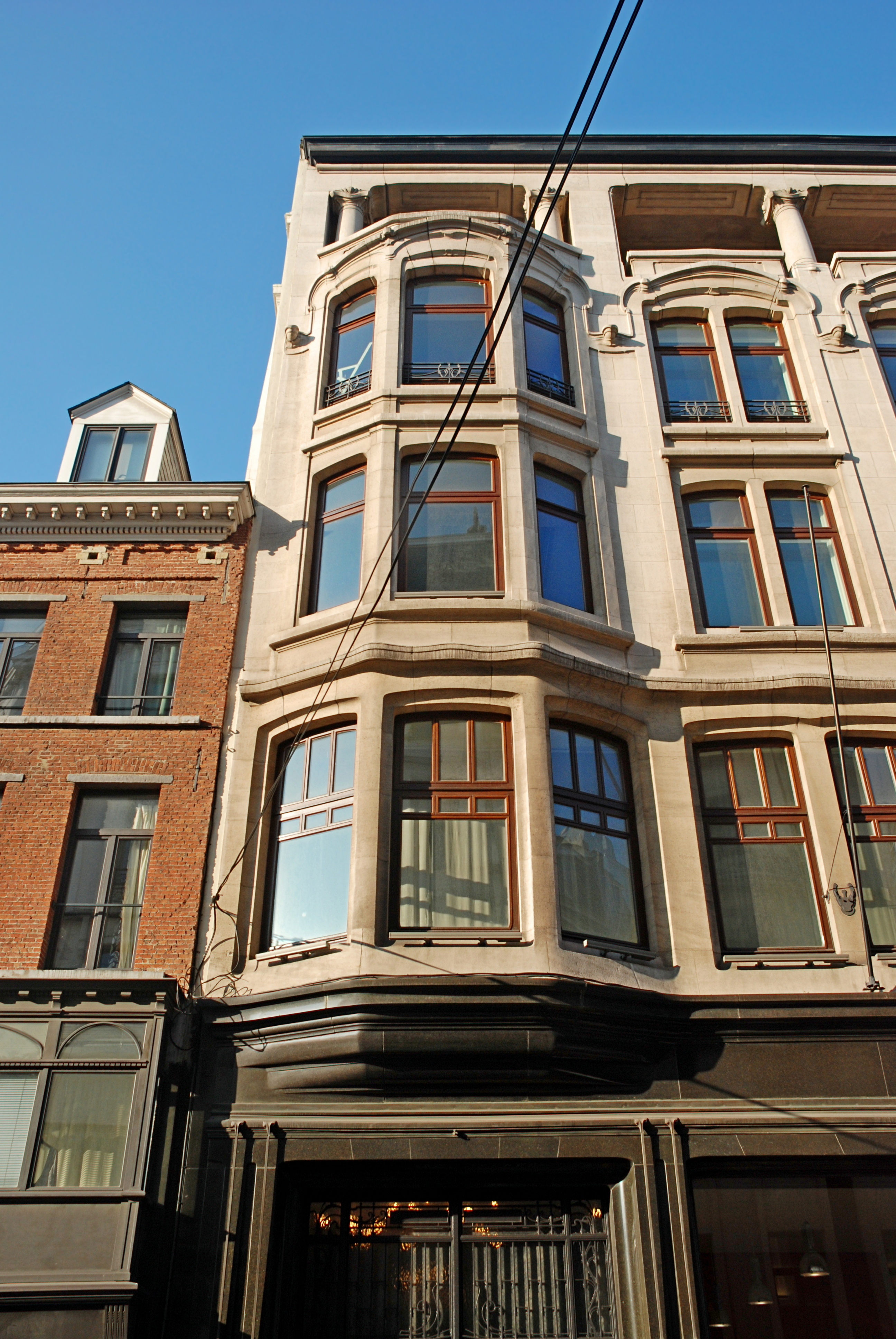
L'oriel (bow-window).
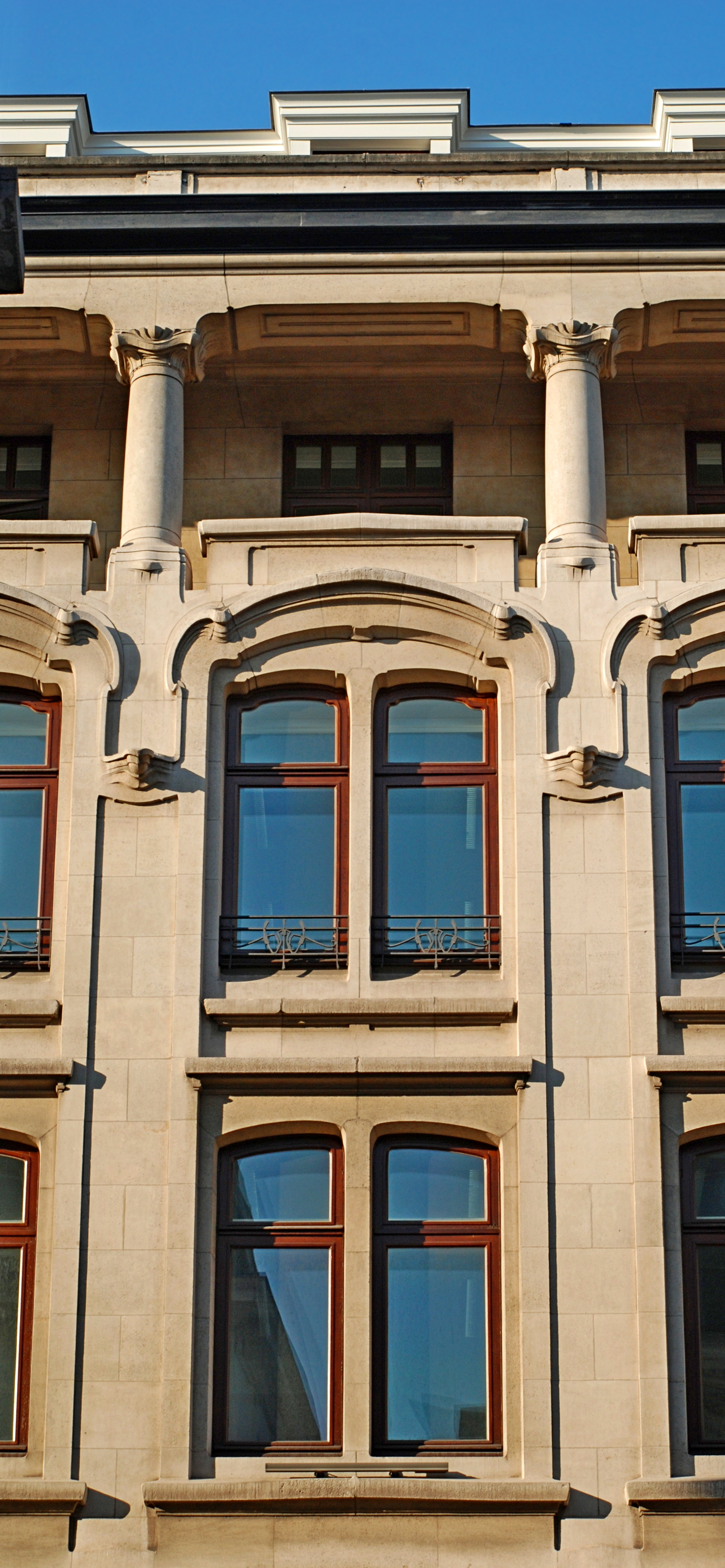
Étages et attique.
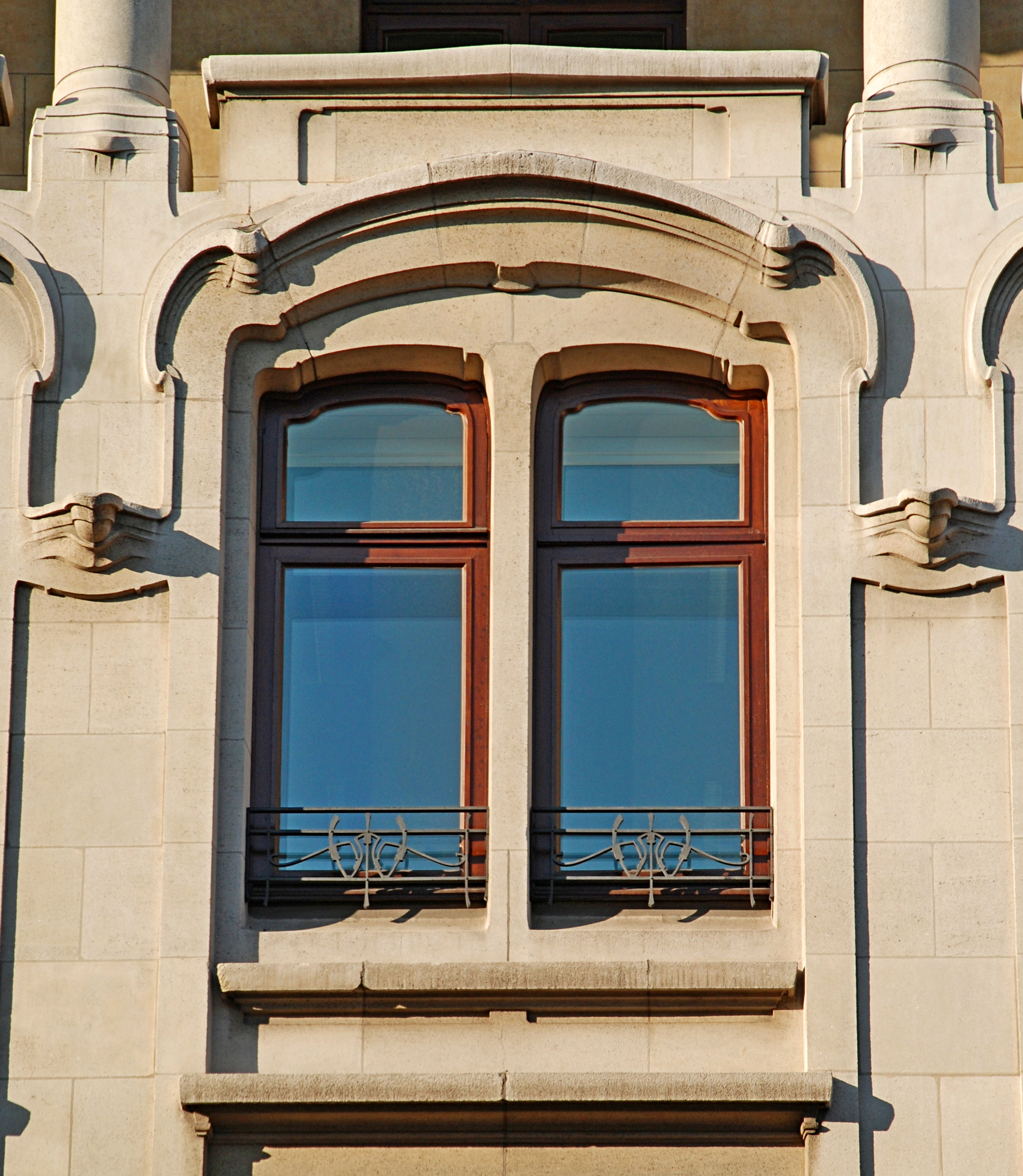
Fenêtre du troisième étage.
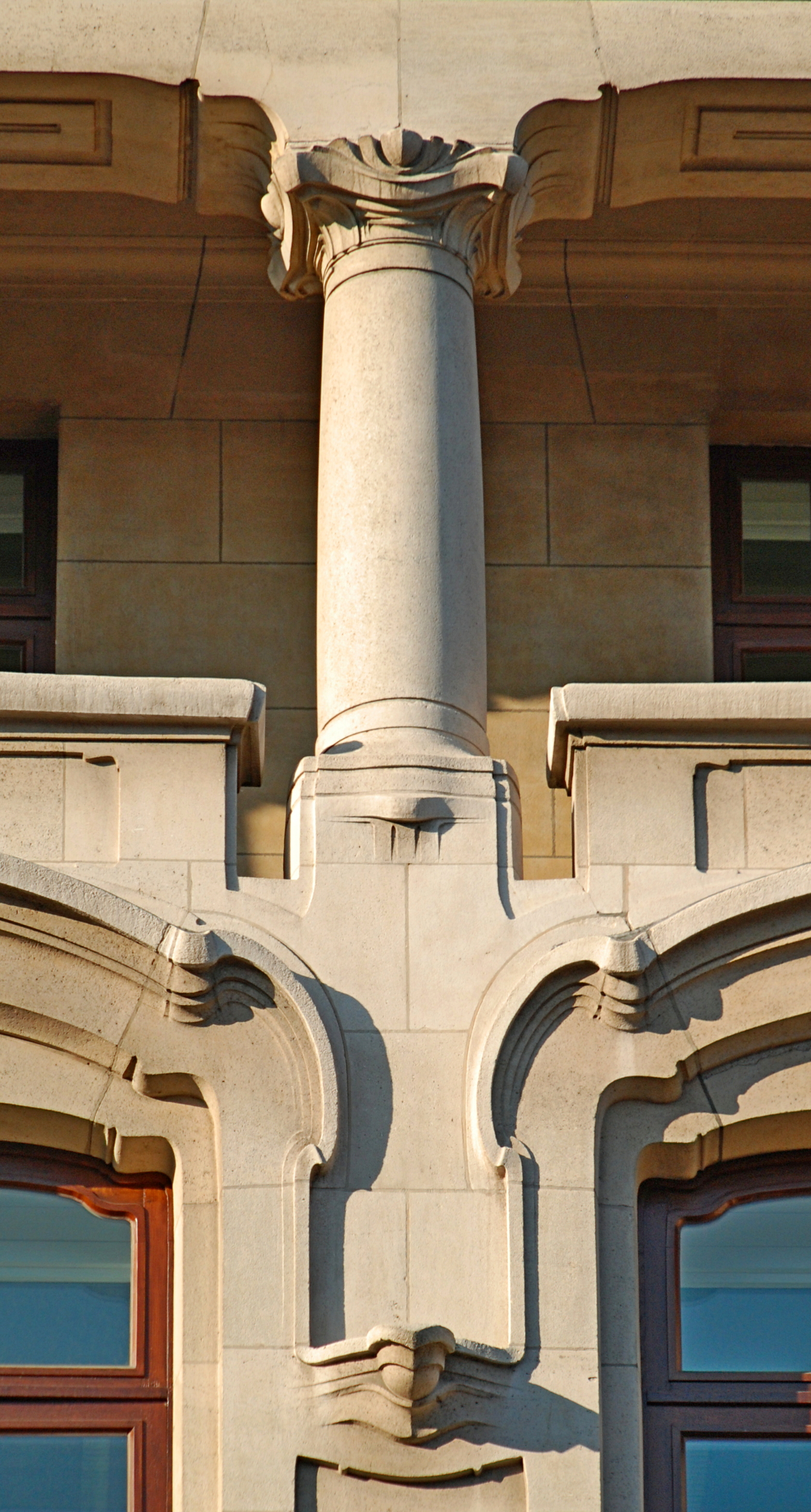
Colonne de l'attique.

## Accessibilité
| ___ | Ce site est desservi par les stations de métro : Gare Centrale et De Brouckère. |